# Anicetus
Anicetus, född i Emesa i Syrien, död 16, 17 eller 20 april 166, 167 eller 168, var påve från omkring 157 fram till sin död. Han räknas som helgon i den romersk-katolska kyrkan, med 17 april som festdag.

## Biografi
Anicetus efterträdde Pius I som påve omkring år 157, och regerade till cirka år 167; en del källor anger 168. En mer exakt datering torde vara omöjlig. Under sitt pontifikat uppsöktes Anicetus av Polykarpos, som nått en mycket aktningsvärd ålder, för överläggningar om påskstriden; Polykarpos och andra i öster firade påsk den fjortonde dagen i månaden nisan, oavsett vilken veckodag detta var, medan man i Rom alltid firade påsk på en söndag, och den dag Herren korsfästes fredagen dessförinnan.
Saken diskuterades men ingenting beslutades. Enligt Eusebios kunde varken Polykarpos övertyga påven, eller påven övertyga Polykarpos, och "tvisten löstes inte, dock förblev de vänskapliga banden intakta". Påven tillät Polykarpos att fira påsk enligt traditionen i kyrkan i Smyrna.

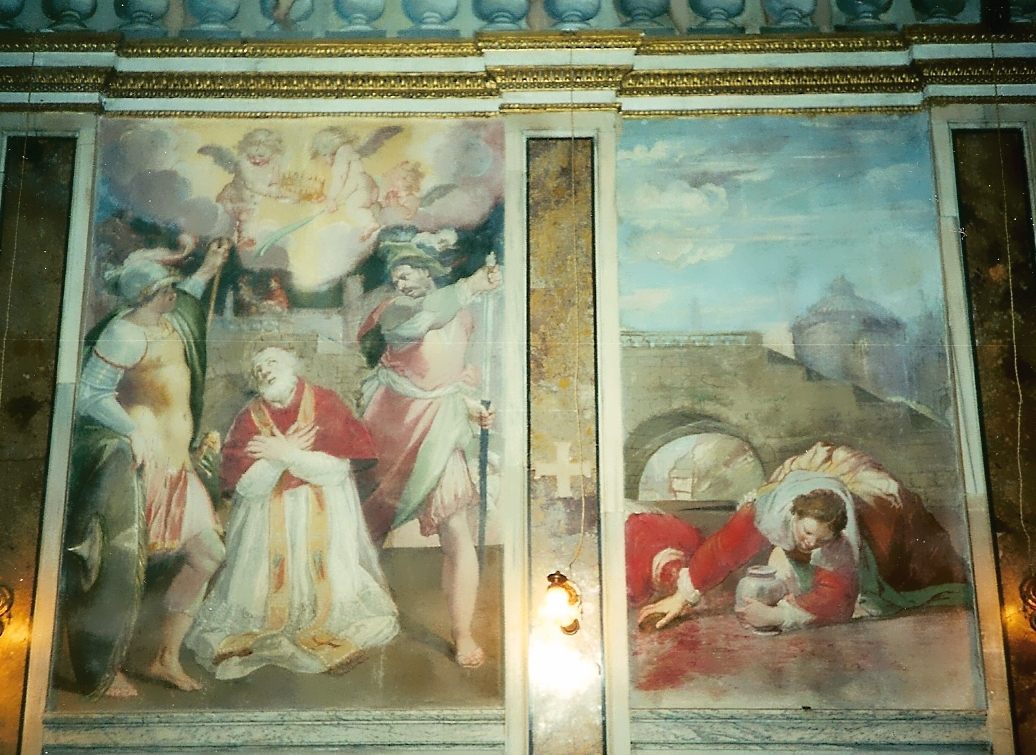
Sankt Anicetus martyrium, fresker utförda cirka 1619–1620 av Antonio Circignani, kallad Pomarancio, i kapellet Sant'Aniceto e Beata Vergine della Clemenza, Palazzo Altemps, Rom

Hegesippos, en av de första kristna historiker vars skrifter är av stort värde eftersom han levde så nära inpå apostlarna, kom också till Rom vid denna tid. Hans besök brukar beskrivas som en mycket viktig tilldragelse av de flesta kristna författare, och tolkas som ett belägg för Roms särskilda ställning, eftersom han är ytterligare en av de centrala personligheter som slöt upp i staden denna period.
Anicetus led martyrdöden cirka 167 eller 168, medan uppgifterna om datumet för hans död varierar mellan den 16, 17 och 20 april.
Anicetus reliker vördas i kapellet Sant'Aniceto e Beata Vergine della Clemenza i Palazzo Altemps, beläget några kvarter norr om Piazza Navona i centrala Rom.